# Tabaí
Tabaí es un municipio brasileño del estado de Rio Grande do Sul.
Se encuentra ubicado a una latitud de 29º38'35" Sur y una longitud de 51º40'56" Oeste, estando a una altitud de 79 metros sobre el nivel del mar. Su población estimada para el año 2004 era de 3.928 habitantes.
Ocupa una superficie de 94,636 km².
- Datos: Q1758828
- Multimedia: Tabaí / Q1758828